# 이퀼리브리엄 (영화)
《이퀼리브리엄》(영어: Equilibrium)은 2002년에 제작된 미국의 영화이다. 크리스천 베일이 주연하였으며, 미래 SF 액션 영화이다.
대한민국에서는 2003년 10월 12일에 개봉하였으며, "매트릭스는 잊어라!"라는 카피가 등장했다. 광고 카피와는 달리 흥행에는 크게 성공을 거두지 못하였으나, 입소문을 통한 매니아층을 형성한 영화이기도 하다.

## 개요
이 영화에는 건 카타(Gun Kata)라는 가공의 무술이 등장한다. 건 카타는 2정의 권총을 가지고 하는 무술로, 기존의 무술과 권총술 및 총알에 대한 회피 방법을 덧붙인 것이다. 건 카타는 이퀼리브리엄 영화 액션의 핵심적인 부분이다.
영화의 제목에는 '균형, 침착성'이라는 뜻이 들어 있다. 이는 영화에 등장하는 전체주의적인 사회를 효과적으로 묘사하기도 한다.
또한 이 영화의 배경인 리브리아(Libria)는 각종 기독교적인 요소를 사용하고 있다. 리브리아를 통제하는 일종의 고급 비밀 경찰인 클레릭(cleric)은 성직자라는 뜻이며, 리브리아의 지배자의 명칭은 신부(Father)이다. 또한 고급 클레릭 집단인 테트라그라마톤(Tetragrammaton)은 야훼를 뜻한다. 신부는 사회 곳곳에 심어져 있는 화면을 통해 사람들에게 설교를 한다.
리브리아에서 사람들의 감정을 통제하기 위해 공급하는 프로지움(Prozium)이라는 약물은 실제로 미국에서 널리 쓰이는 프로잭이라는 약물을 모델로 한 것이다.

## 출연
- 크리스천 베일 : 존 프레스턴. 원래는 고급 클래스의 클레릭이었으나, 금지된 인간적 감정을 느끼면서 변화한다.
- 숀 빈 : 에롤 패트리지. 프레스턴의 동료 클레릭이었으나 인간적 감정을 가진 이유로 처형당한다.
- 에밀리 왓슨 : 매리 오브라이언. 인간적 감성을 지키고 사는 사람으로, 프레스턴의 심정 변화에 가장 큰 영향을 준다.
- 타이 디그스 : 앤드류 브랜트. 패트리지의 후임으로 프레스턴의 동료가 된다. 프레스턴을 의심하게 되며 계획의 일부다.
- 앵거스 맥파디언 : 듀폰트. 리브리아의 실질적인 지배자. 본인은 자유롭게 인간적 감정을 누린다.

## SBS 성우진 (2005년 12월 17일)
- 김일 - 존 프레스턴(크리스찬 베일)
- 임은정 - 메리(에밀리 왓슨)
- 김영선 - 브랜드(타이 디그스)
- 장광 - 대부(숀 퍼트위)
- 윤병화 - 사령관(듀 폴드)(앵거스 맥파디언)
- 박상일 - 증거 관리원(데이빗 바라쉬) / 도서실 책임자(브라이언 콘리)
- 민응식 - 에롤 패트리지(숀 빈)
- 김영훈 - 요원(더크 마르텐스)
- 홍승섭 - 심문자(클라우스 쉰들러)
- 김관진 - 지하 세계 지도자(윌리엄 피크너) / 시머스(도미닉 퍼셀)
- 김아영 - 프레스턴의 아내(마리아 피아 콜존)
- 김정은 - 반란군(프란체스코 카브라스)
- 전숙경 - 존의 아들(매튜 하버)

## 같이 보기
- 이퀄스